# Reconstitution (art)
Pour les articles homonymes, voir Reconstitution.
Une reconstitution est, dans le domaine de l'art, la recréation d'une œuvre au moins partiellement perdue[réf. souhaitée]. Il ne faut pas la confondre avec la restauration d'une œuvre d'art.

## Cas des spectacles contemporains
Une reconstitution, ou comme en anglais un re-enactment, est la reproduction par un artiste d'un évènement passé, généralement d'une performance d'autrefois.
Forme artistique de la reconstitution historique, la pratique existe depuis 1994 au moins, quand à l'occasion d'une rétrospective au musée Solomon R. Guggenheim, Robert Morris prend l'initiative de faire rejouer ses performances par des acteurs, de les filmer et de les présenter sous forme de vidéos au milieu de ses autres œuvres. En 2005, Marina Abramović développe le procédé en faisant cette fois réinterpréter les performances passées d'autres artistes qu'elle-même. La reconstitution, alors encore critiquée comme illégitime, est depuis devenue, au tournant des années 2000 et 2010, une activité artistique noble.

## Cas de la peinture

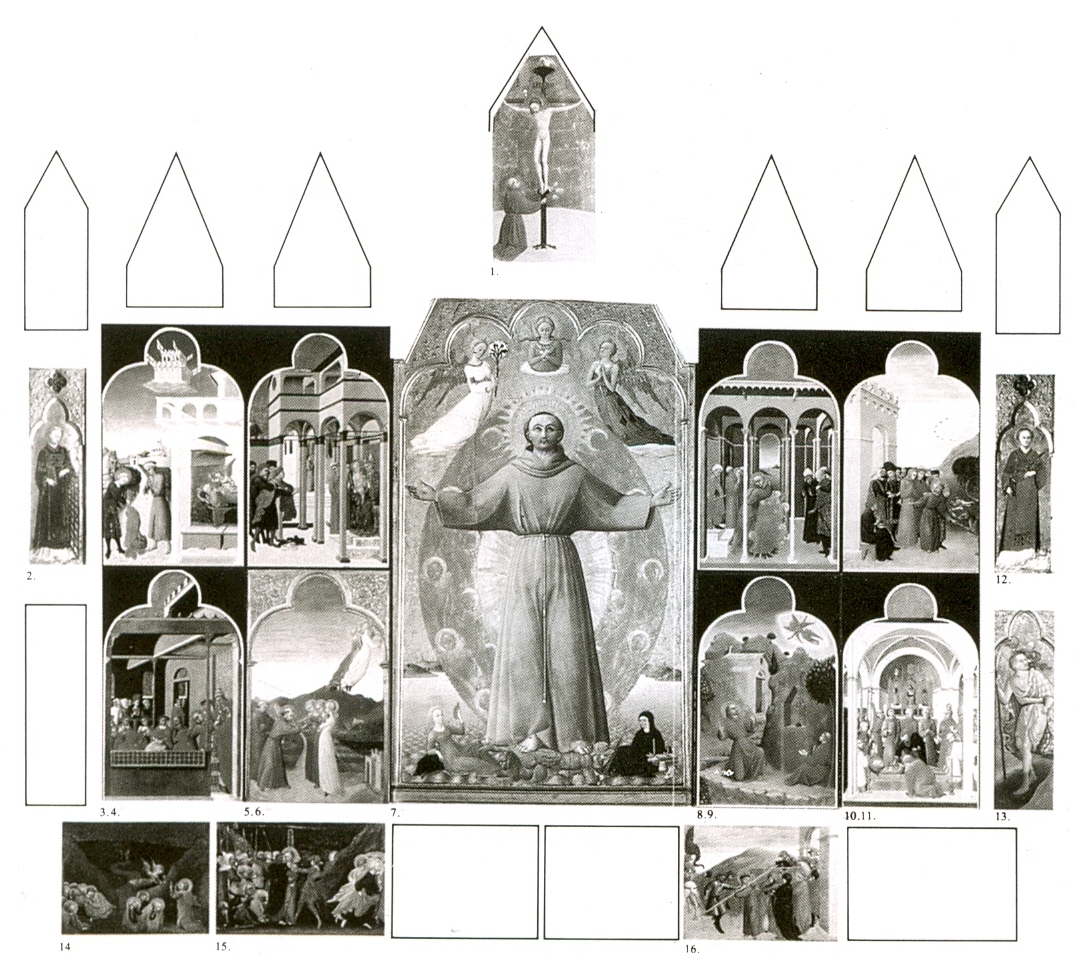
Retable du Sassetta reconstitué par collage de photographies.

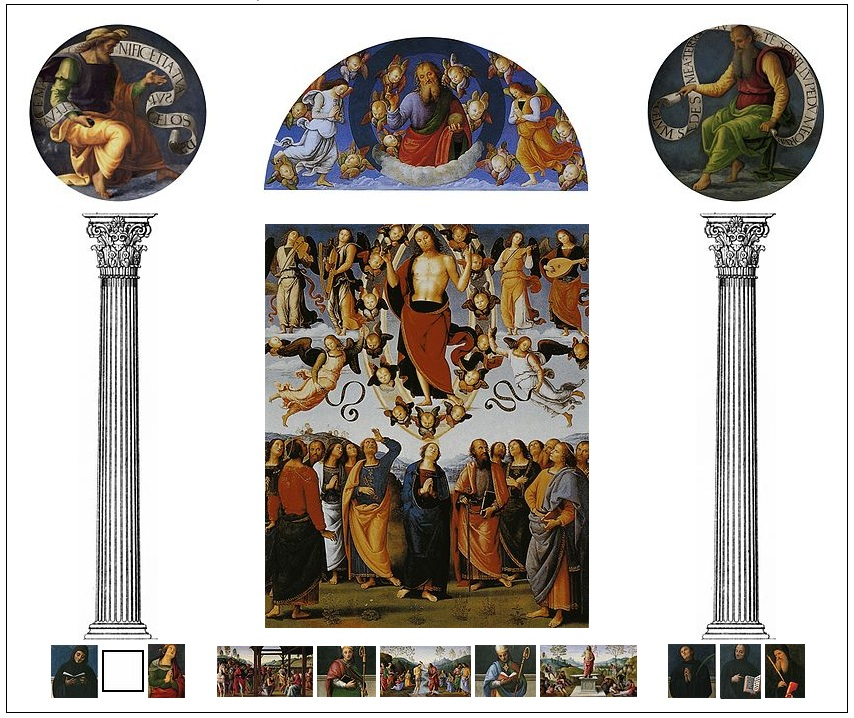
Reconstitution numérique du polyptyque de Saint-Pierre du Pérugin.

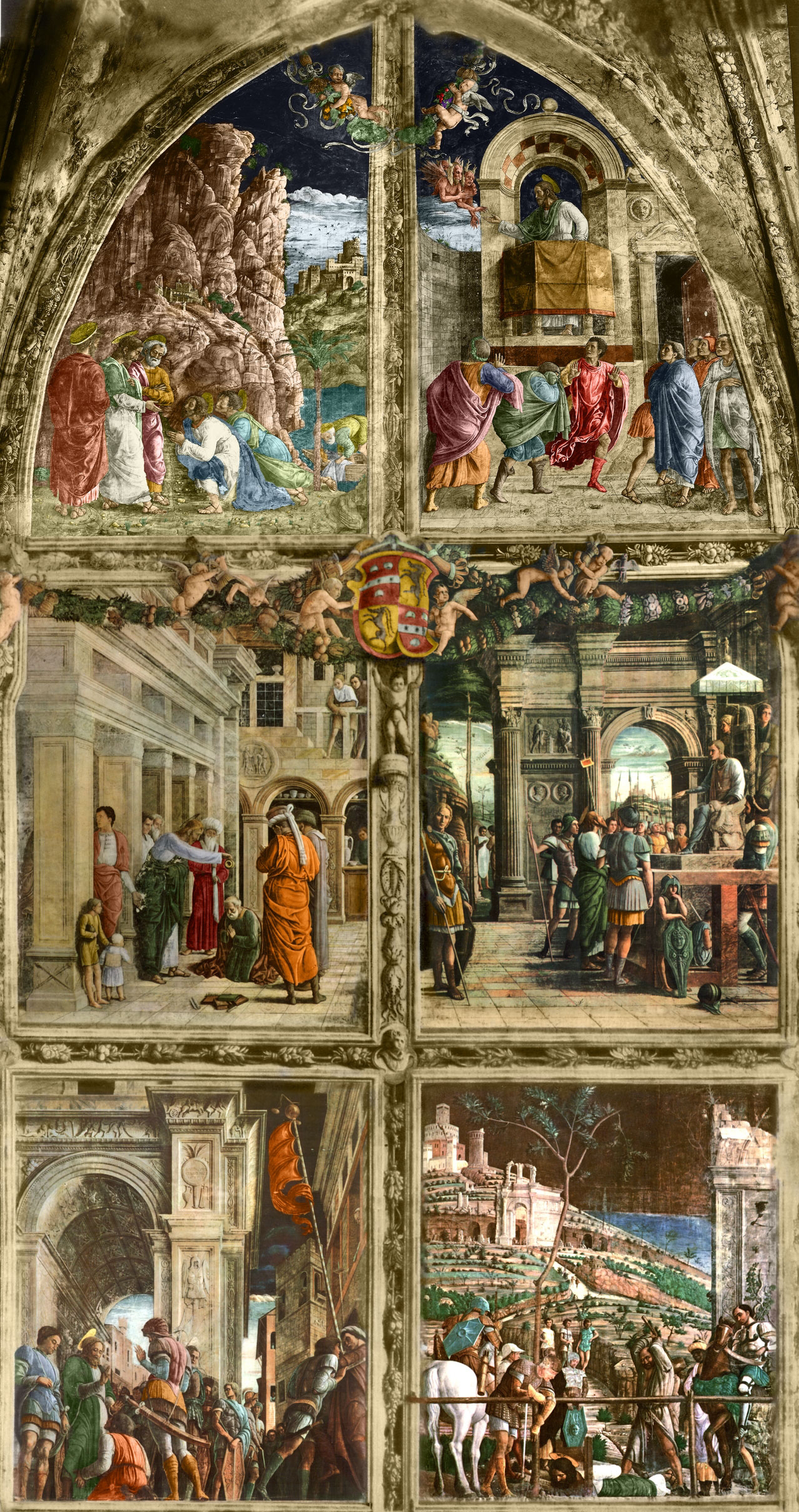
Renconstitution numérique d'un ensemble de fresques disparues à Padoue.

### Les polyptyques
Dans le cas de la dispersion des éléments d'un ensemble démembré (panneaux de « polyptyque italien  smembrato » dont les morceaux ont été partagés par les moines ou après la dispersion par une opération marchande), l'opération de reconstitution consiste à redonner, virtuellement, l'allure de l'ensemble initial (même si certains éléments restent introuvables) pour mieux en comprendre le sens historique et iconographique, le rassemblement physique étant rarement possible car la dispersion s'étant faite ensuite dans différents musées ou dans des collections particulières, et leurs nouveaux propriétaires ne veulent que rarement se séparer de leurs acquisitions.
Longtemps effectuée par simple collage des reproductions disponibles, la reconstitution peut s'opère virtuellement depuis l'apparition de l'informatique graphique, à partir de fichiers numériques disponibles et des informations issues des ouvrages d'art (l'analyse des compositions permettant d'affiner rapidement les problèmes de perspective et de règles de composition) :
Ainsi la distance entre les deux panneaux du Diptyque de Melun a-t-elle pu être appréciée au regard des lignes de fuite du panneau de gauche vers le cou de la Vierge du panneau de droite.

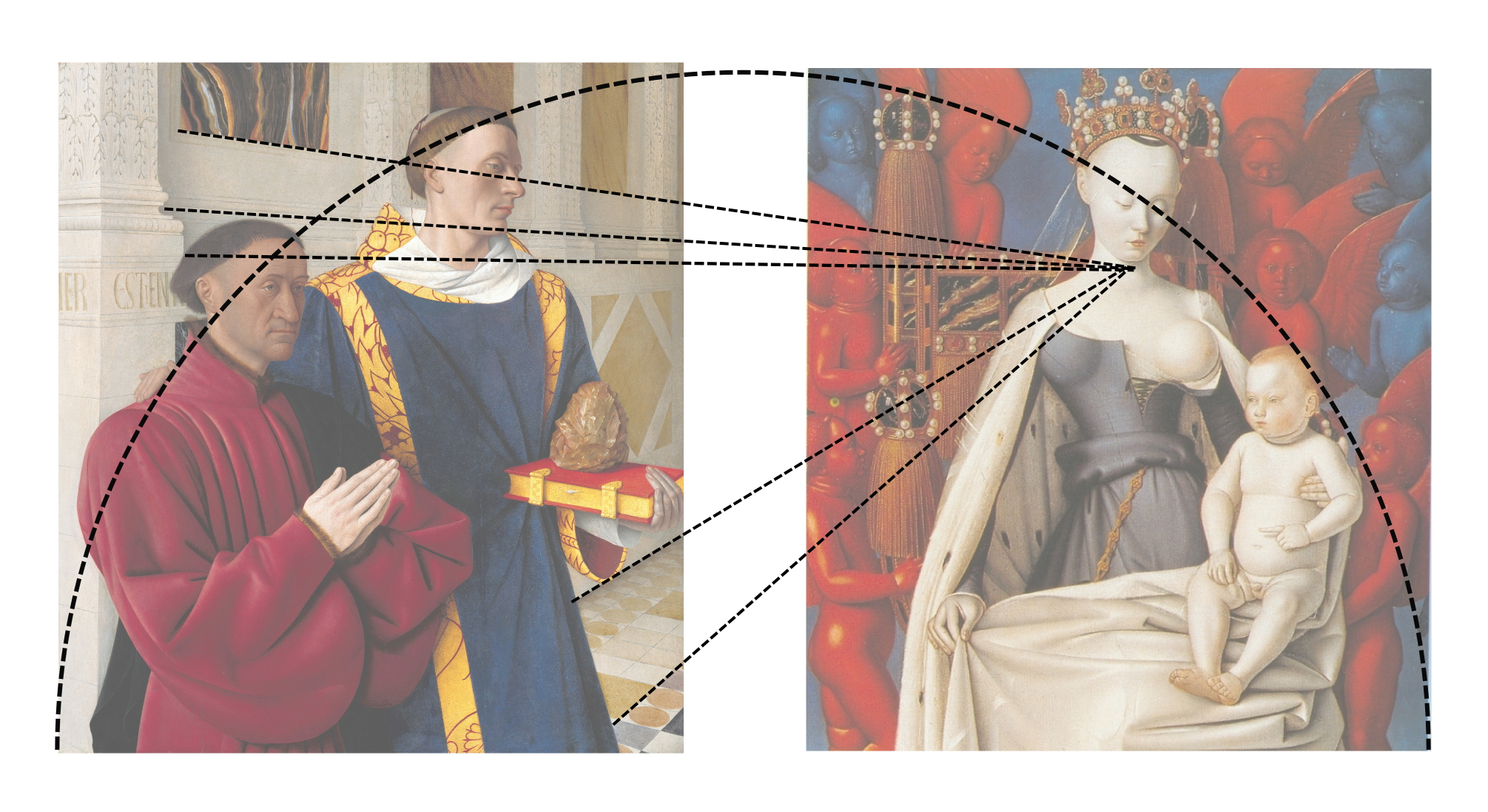
Tracé des lignes de fuites et du cercle englobant dans le Diptyque de Melun.

Dans le cas de la Pala di San Marco de Fra Angelico, ce sont les inclinaisons des bas de robes de bure qui permettent de disposer les panneaux latéraux des saints.

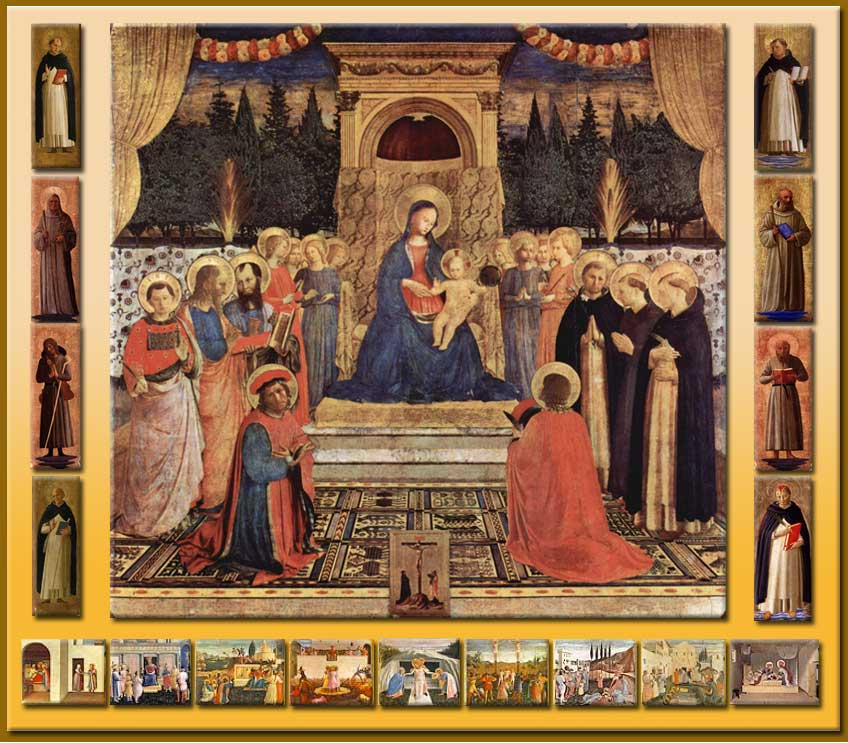
Reconstitution de la Pala di San Marco de Fra Angelico.

### Les fresques
Outre la dispersion d'éléments devenus disparates, la reconstitution en art permet de redonner l'allure d'ensemble de fresques détruites ou partiellement endommagées. On peut ainsi citer la reconstitution virtuelle des fresques de la chapelle Ovetari d'Andrea Mantegna dont il ne reste que deux panneaux et quelques photographies, l'ensemble ayant été détruit par les bombardements de la Seconde Guerre mondiale à Padoue.